# Frederick Gage Todd
Pour les articles homonymes, voir Todd.
Frederick Gage Todd (né le 11 mars 1876 à Concord, New Hampshire et mort le 15 février 1948 à Montréal, Québec) était un architecte paysagiste américain dont la carrière s'est déroulée entièrement au Canada.

## Biographie
Formé au Collège d'agriculture d'Amherst (Massachusetts), Frederick Gage Todd devint apprenti dans le cabinet d'architecture paysagiste des frères Olmsted, puis s'installa à Montréal en 1900.
Il travailla pour de nombreux projets d'aménagement publics ou privés au Canada et peut être considéré comme le premier architecte paysagiste du pays.
Il a notamment dessiné les jardins de Shaughnessy Heights à Vancouver, du Parc Bowring (en) à Saint-Jean (Terre-Neuve) et les parcs Delpha-Sauvé et parc des Champs-de-Bataille (Plaines d'Abraham) au Québec,
Mais c'est à Montréal, sa ville d'adoption, que l'influence de Todd est la plus marquante. Ses réalisations comprennent l’aménagement du lac aux Castors sur le Mont Royal et du parc et du complexe aquatique de l'île Sainte-Hélène, de nombreux parcs urbains plus petits, le cimetière Parc commémoratif de Montréal et le Jardin du chemin de la Croix de l'Oratoire Saint-Joseph. Il aménage plusieurs jardins privés répartis sur l'île de Montréal et collabore au Jardin botanique de Montréal dirigé par le frère Marie-Victorin. Il réalise aussi le premier plan d'aménagement de Ville Mont-Royal.
En 1932 à Salaberry-de-Valleyfield, Todd a également réalisé le parc Delpha-Sauvé, situé sur une presqu'île au centre-ville, et qui est encore aujourd'hui le plus grand parc de la localité.

## Hommages
- Un monument, en son honneur, est présent sur l'avenue George-VI, dans la ville de Québec depuis 2008.